# Amhara (région)
Pour les articles homonymes, voir Amhara.
La région Amhara est une des neuf régions éthiopiennes issue du découpage administratif de 1994-1995, lors de la mise en place de République fédérale démocratique d'Éthiopie (1994-1995). Une dixième région (Sidama) a été créée le 18 juin 2020. La 3e Région-État a rédigé son propre texte constitutionnel en 1998. Elle s'étend notamment sur les anciennes provinces de Bégemeder et de Godjam, englobe une partie de l'ancienne province du Wello.
Outre le peuple amhara, qui n'est pas mentionné, la constitution régionale reconnaît l'existence de trois autres populations : les Agew, les Himra et les Oromos, ce qui leur procure le droit de se représenter aux élections régionales. Lors des élections de mai 2005, sur les 294 sièges de l'assemblée régionale à pourvoir, 187 ont été remportés par le Mouvement national démocratique Amhara et 107 par la Coalition pour l'unité et la démocratie.
Les compétences sont en cours de décentralisation. Institutionnellement, le pouvoir est divisé entre une branche législative (l'assemblée qui vote les nouveaux projet de lois et attribue les mandats), une branche exécutive partagée par 43 bureaux régionaux (domaine d'action spécifique) et une branche judiciaire.
Le conseil régional doit rendre des comptes sur le « plan d'action régional » (quinquennal) qu'il est chargé de mener à bien, et les budgets qui sont attribués par le comité fédéral. La capitale régionale, Baher Dar, se place à un niveau institutionnel particulier (le niveau de zone d'administration spéciale) et échappe au système institutionnel. Baher Dar doit trouver ses propres sources de revenus et mettre en place ses propres programmes de développement afin de gérer au mieux sa situation privilégiée au bord du lac Tana.

## Histoire

### XXIesiècle
Bien qu'étant un groupe ethnique majoritaire en Éthiopie - probablement le deuxième plus nombreux après les Oromos - les Amharas sont marginalisés politiquement durant des décennies par les Tigréens. Les régions d'Amhara et du Tigré connaissent entre-elles des rivalités régionales. En outre, les Amharas installés en dehors de leur région souffrent souvent de discriminations.
Malgré la nomination par le premier ministre Abiy Ahmed (lui-même premier Oromo à atteindre la tête du gouvernement) d'un vice-Premier ministre amhara, Demeke Mekonnen, le sentiment de marginalisation subsiste. Ceci provoque l'essor d'un fort sentiment ethno-nationaliste, qui aboutit en 2018 à la création d'un parti ethno-nationaliste, le Mouvement national amhara (NaMa). Celui-ci devient dès sa création une force politique régionale importante, deuxième parti dans la région d'Amhara, derrière le Parti démocratique amhara (ADP), l'allié régional du Front démocratique révolutionnaire du peuple éthiopien (EPRDF) - ce-dernier étant le parti du premier ministre Ahmed. Le tout s'inscrivant dans un contexte de tensions et de fractures inter-ethniques plus général au sein de l’Éthiopie.
Les tensions communautaires éclatent au sein de l'Amhara le 22 juin 2019, lorsque le général ethno-nationaliste Asaminew Tsige, à la tête de la faction putschiste des forces de sécurité de l'Amhara et de milices ethniques, tente un coup d'Etat régional, et fait assassiner 5 hauts-responsables régionaux amharas, dont le président de la région Ambachew Mekonnen, et 2 nationaux, dont le chef d'état-major éthiopien le général Seare Mekonnen. Les affrontements entre les milices ethniques et les forces loyalistes qui s'ensuivent à Baher Dar provoquent plusieurs dizaines de morts, et sont remportées par les forces loyalistes. Le général Tsige s'enfuit, et est repéré le 24 juin le quartier Zenzelma de Bahir Dar, et est tué par balles par la police éthiopienne.

## Quelques paysages de la région

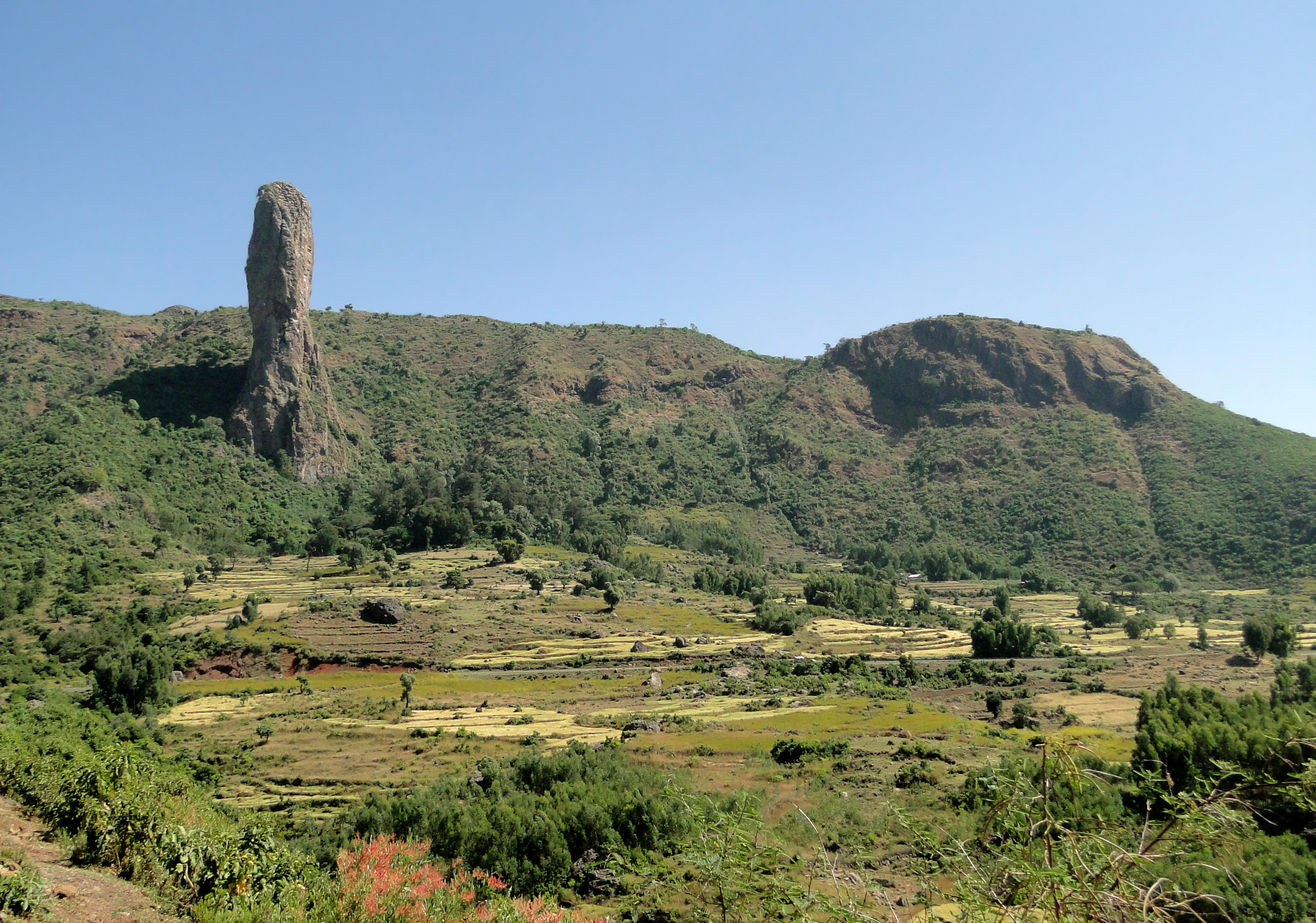
Près du lac Tana
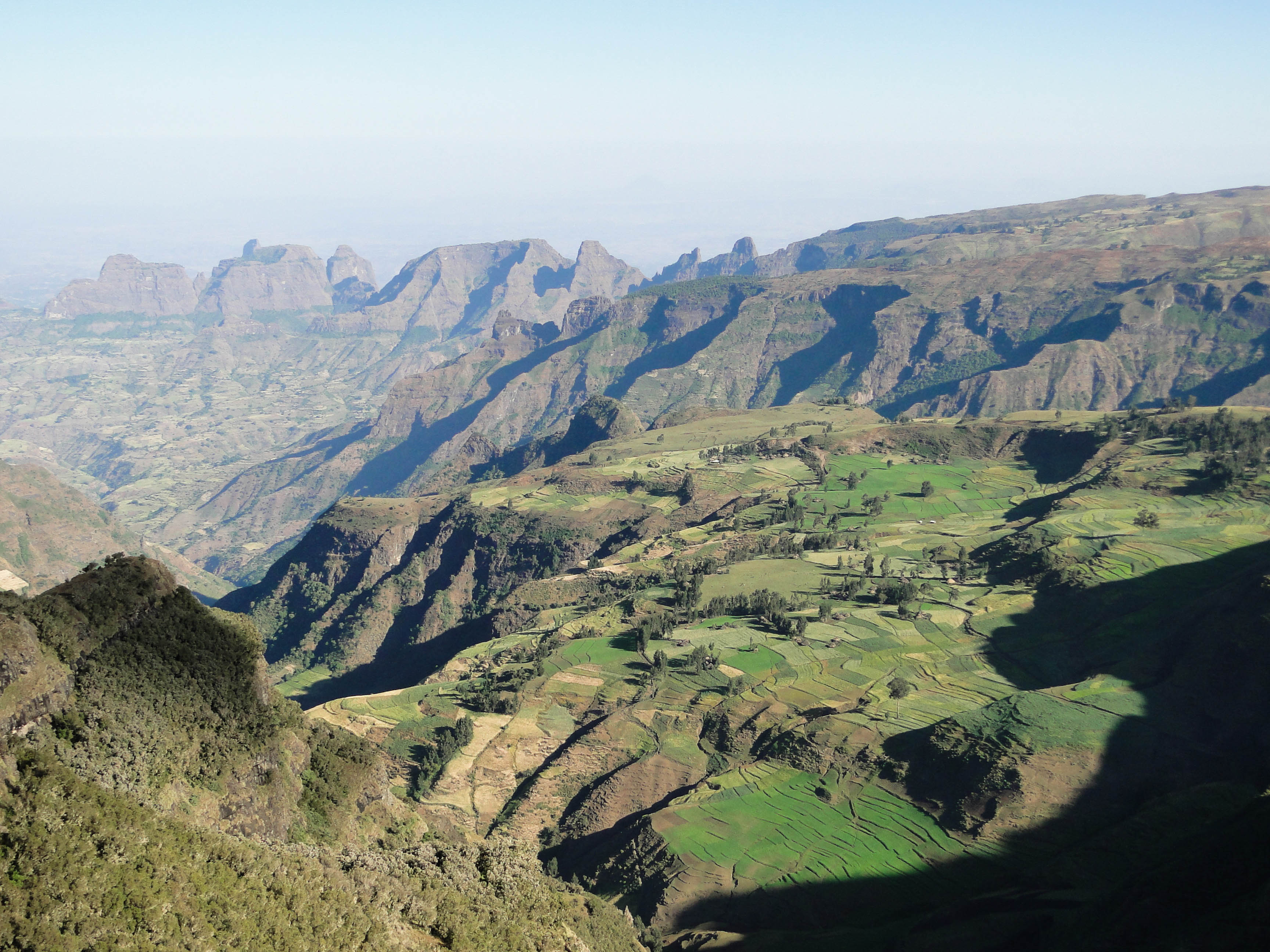
Parc national du Simien
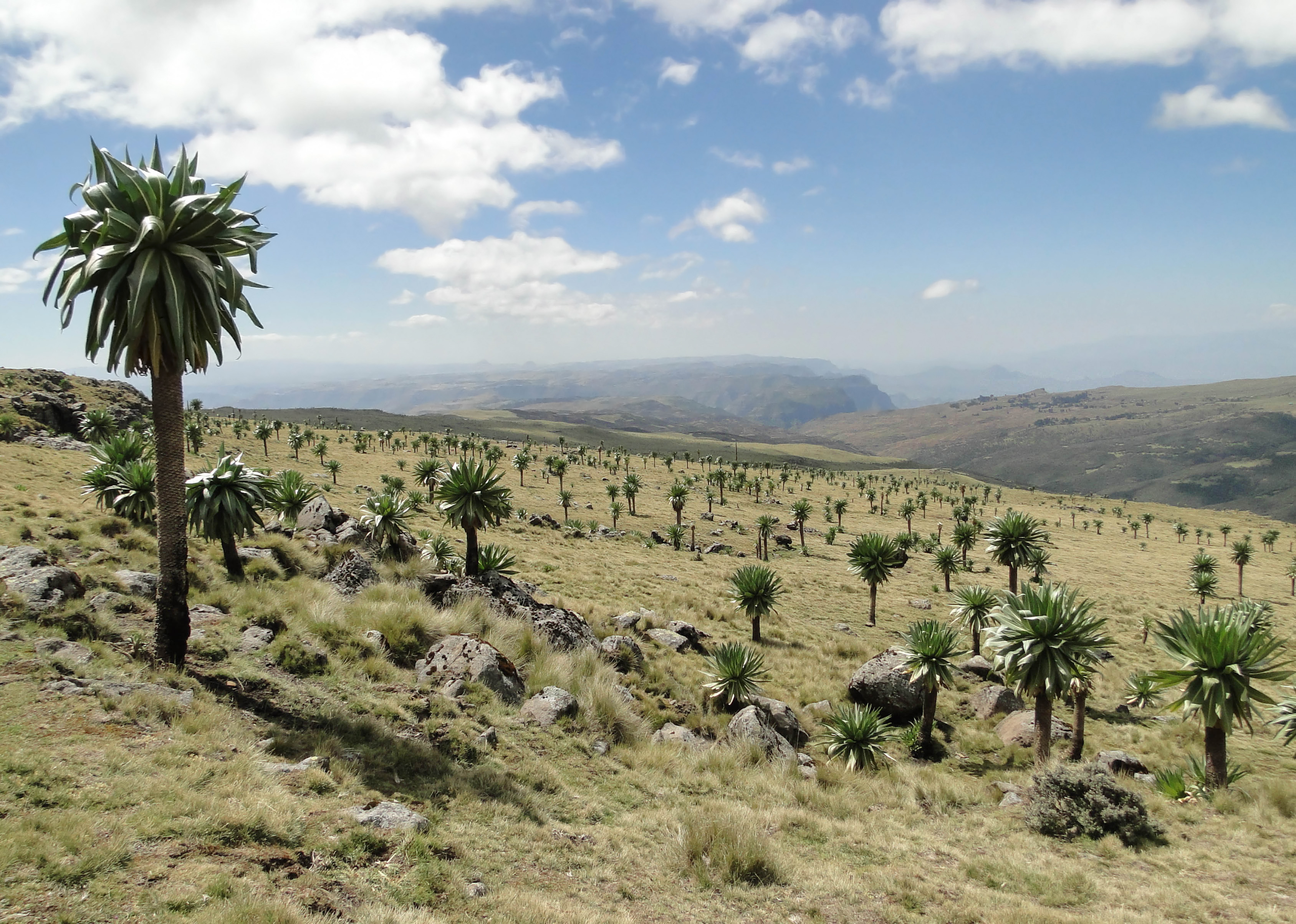
Lobélias géants
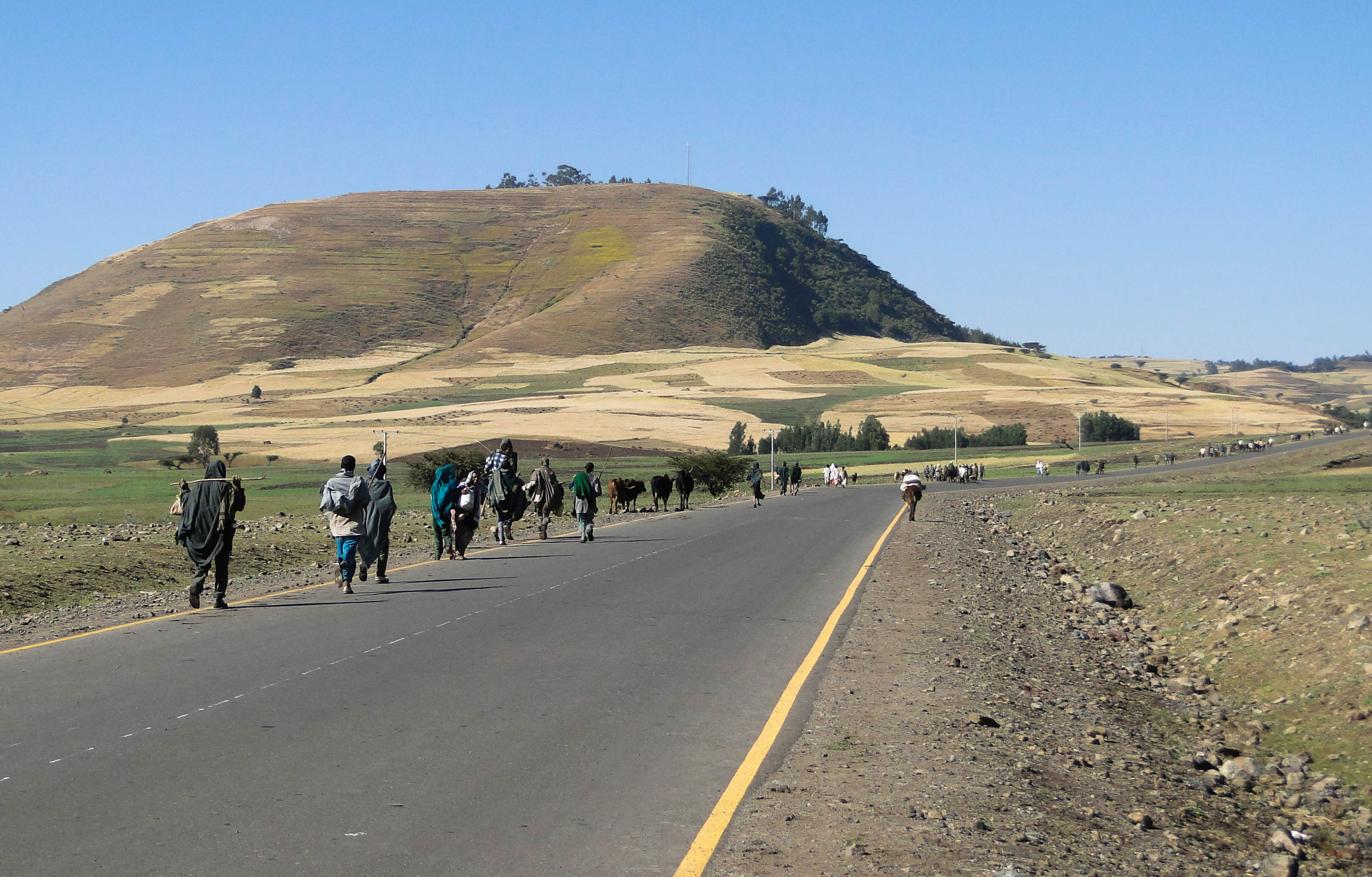
Entre Gondar et Debarq